# Bonatea saundersioides
Bonatea saundersioides är en orkidéart som först beskrevs av Friedrich Fritz Wilhelm Ludwig Kraenzlin och Schltr., och fick sitt nu gällande namn av Fabrizio Cortesi. Bonatea saundersioides ingår i släktet Bonatea och familjen orkidéer. Inga underarter finns listade i Catalogue of Life.